# Universidad de Illinois en Springfield
La Universidad de Illinois en Springfield (UIS) es una universidad pública en Springfield, Illinois. La universidad fue fundada en 1969 como Universidad Estatal de Sangamon por la Asamblea General de Illinois y pasó a formar parte de la Universidad de Illinois el 1 de julio de 1995. 
Como universidad pública de artes liberales y el campus más nuevo de la Universidad de Illinois, la UIS es miembro del Consejo de Facultades Públicas de Artes Liberales. La UIS también forma parte de la Asociación Estadounidense de Colegios y Universidades Estatales y del Consejo Estadounidense de Educación. El depósito principal del campus, la Biblioteca Brookens, tiene una colección de casi 800.000 libros y publicaciones seriadas, además de recursos accesibles en los campus de la Universidad de Illinois Chicago y la Universidad de Illinois Urbana-Champaign.
La UIS atiende a 4198 estudiantes (otoño de 2022) con 56 títulos de licenciatura, 39 menores, 44 títulos de maestría, 1 doctorado, 37 certificados de posgrado y cursos que conducen a 6 aprobaciones de ISBE.  La universidad fue una vez una de las dos universidades de posgrado y de división superior en Illinois, pero ahora acepta estudiantes de primer año, transferidos y de posgrado.

## Historia

### Universidad Estatal de Sangamon
En 1967, la Asamblea General de Illinois creó una Junta de Regentes para operar la Universidad Estatal de Illinois y la Universidad del Norte de Illinois, así como una tercera institución no identificada en Springfield. En 1969, el gobernador Richard Ogilvie promulgó un proyecto de ley que creaba oficialmente la Universidad Estatal de Sangamon. Originalmente funcionó como una universidad de "división superior", es decir, una universidad que ofrece sólo los dos últimos años de educación universitaria, así como trabajos de posgrado. Las primeras clases se llevaron a cabo el 28 de septiembre de 1970 en el antiguo Hotel Leland en el centro de Springfield. En octubre, SSU comenzó a ofrecer clases en la ubicación actual del campus cerca del lago Springfield.
El estado de Sangamon pretendía ser un "segmento verdaderamente pionero de la educación pública" a través de un espíritu de apertura, innovación y adaptabilidad. 
La escuela creció constantemente a lo largo de los años. Su primer edificio permanente, la Biblioteca Brookens, se inauguró en 1976, y su Centro de Asuntos Públicos y sus primeros dormitorios se abrieron en 1980.

### Transición al sistema de la Universidad de Illinois
En 1995, el gobernador Jim Edgar firmó un proyecto de ley que abolió la Junta de Regentes y fusionó SSU con el sistema de la Universidad de Illinois. El 1 de julio, SSU se convirtió oficialmente en la Universidad de Illinois Springfield. Naomi Lynn, la última presidenta de SSU, se convirtió en la primera canciller de la UIS.

### Establecimiento de un programa de educación general de cuatro años.
En 2001, admitió a estudiantes de primer año por primera vez en un programa de honores llamado "Capital Scholars". El 8 de septiembre de 2005, la Junta Directiva de la Universidad de Illinois aprobó un nuevo plan de estudios de educación general, convirtiendo a la UIS en una universidad de cuatro años de pleno derecho por primera vez. Estaba previsto que los estudiantes de primer año fueran admitidos en el plan de estudios de educación general a partir del otoño de 2006. 

## Instalaciones

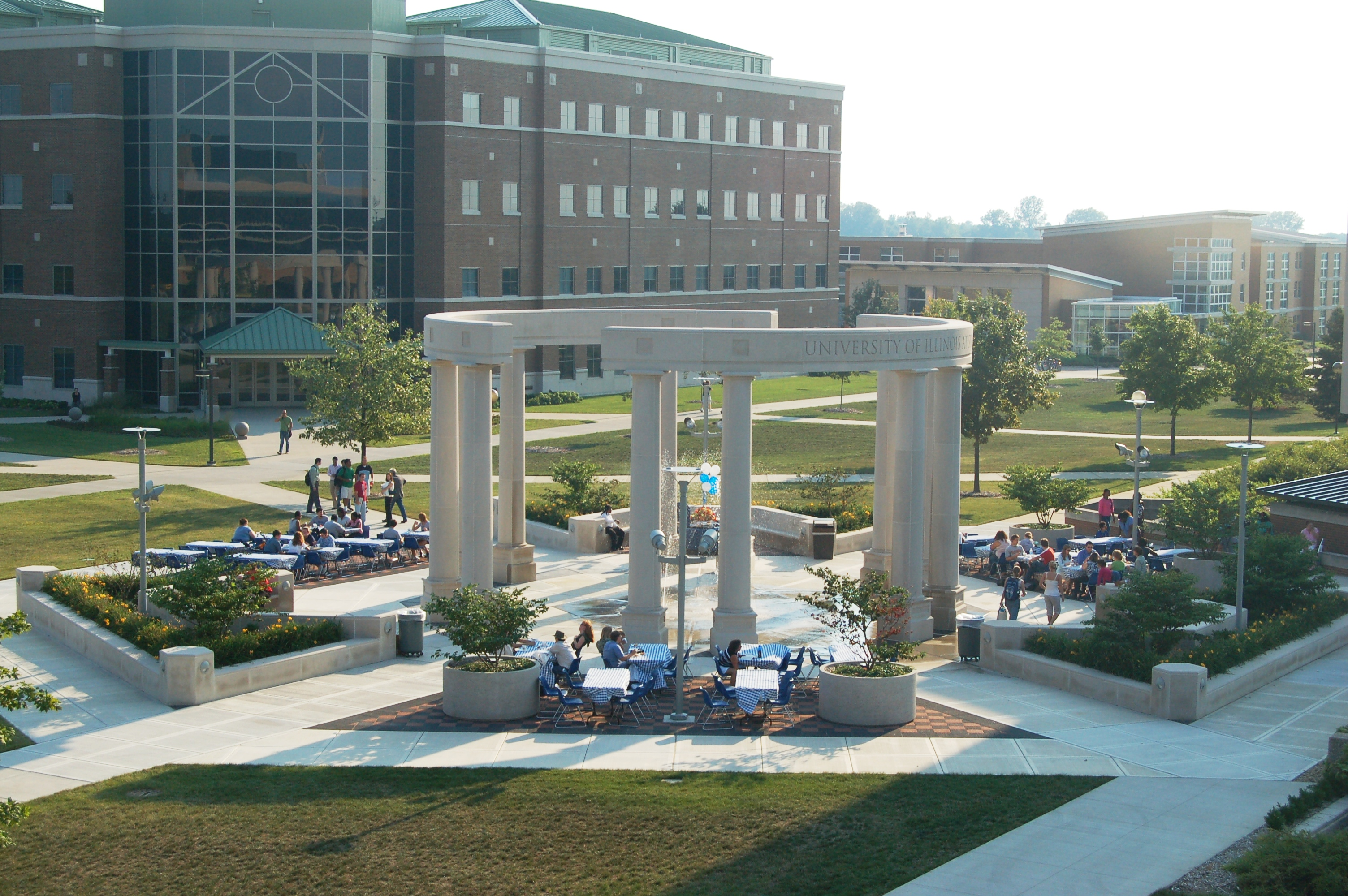
La columnata

La UIS está ubicada a seis millas al sureste de Springfield y ocupa 740 acres de pradera adyacente al lago Springfield y Lincoln Land Community College.  En 1841, el terreno fue adquirido por Thomas Strawbridge Jr., un próspero talabartero y fabricante de arneses de Springfield. La granja de Thomas Strawbridge, construida alrededor de 1845, todavía se encuentra en el extremo sur del campus de Springfield de la Universidad de Illinois y fue restaurada en 2012.
Hoy en día, hay tres áreas fácilmente identificables en el campus: Legacy Campus, SSU Permanent Construction y la era de la Universidad de Illinois.

### Legacy Campus
El Legacy Campus alberga una variedad de edificios de instalaciones y servicios para estudiantes. También está el Centro Infantil Cox, que se estableció en 1970.  Algunos de los edificios clave en esta parte del campus son el edificio WUIS, el edificio de vida estudiantil (SLB), el edificio de servicios empresariales (BSB), el edificio de recursos humanos (HRB), el edificio de asuntos estudiantiles (SAB) y el edificio de artes visuales y escénicas. (AVA).

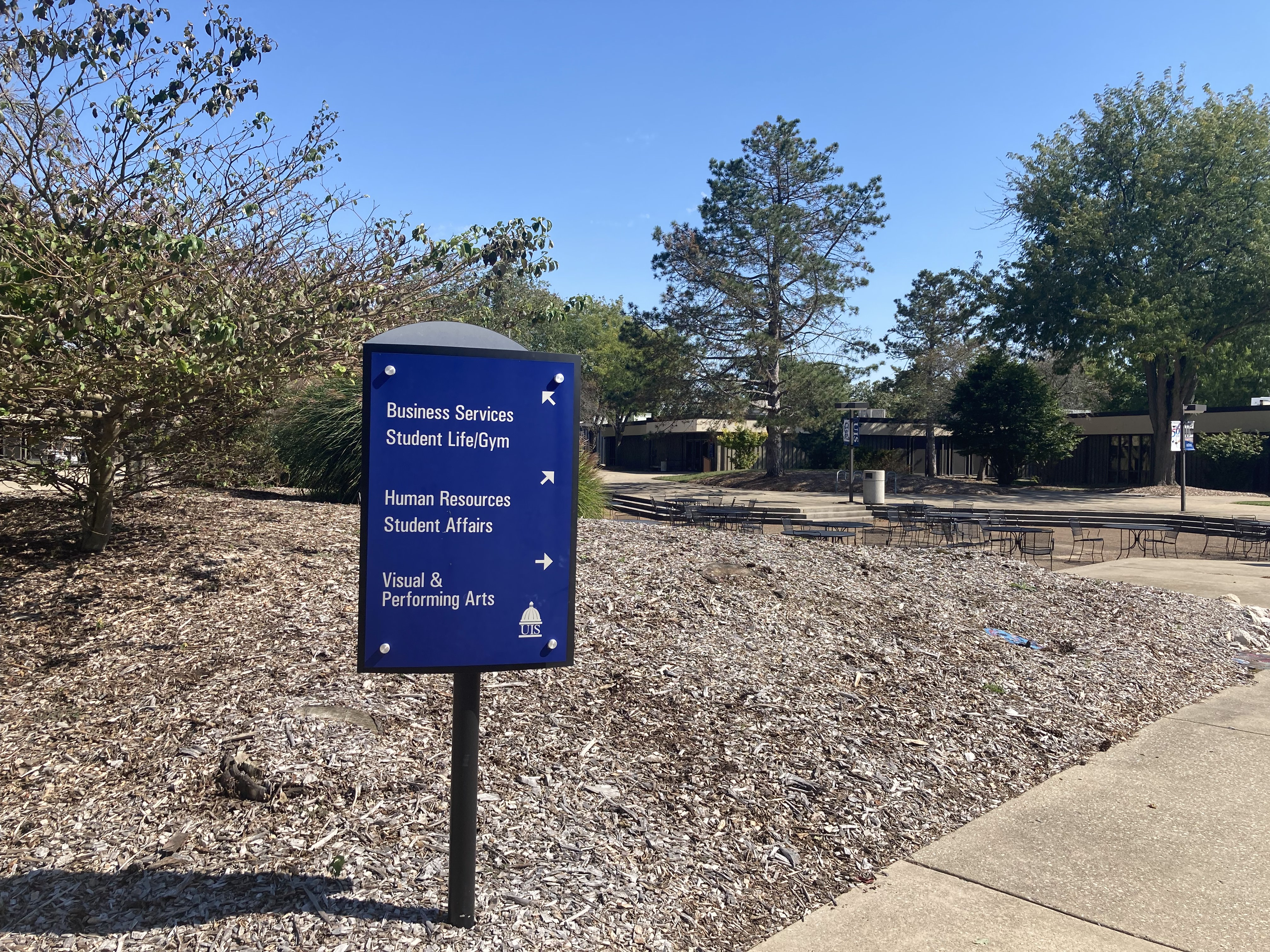
Legacy Campus

### SSU construcción permanente
La primera construcción permanente en el campus, la Biblioteca Brookens, se completó en 1976 y el Centro de Asuntos Públicos se completó en el otoño de 1980.  Estos edificios fueron la primera parte de un plan maestro de 1970-1971 que requería un "campus urbano" rodeado de praderas restauradas, libre de todo tráfico vehicular y fácilmente transitable por los peatones. Todos los edificios permanentes del campus estarían ubicados dentro de una "carretera de circunvalación", ahora conocida como University Drive. El Centro de Asuntos Públicos también alberga el Auditorio Sangamon, una sala de conciertos y centro de artes escénicas con capacidad para 2.018 personas construida en 1981. Ocupa todo el segundo nivel del Centro de Asuntos Públicos.

### Vida residencial
La UIS ofrece cuatro opciones de vivienda para más de 1100 estudiantes.  En el Campus Este hay cuatro patios de apartamentos, uno de los cuales está designado para viviendas familiares, incluidos los tribunales Girasol, Larkspur, CLover y Bluebell. También está la oficina de vivienda en Homer L. Butler Commons (HCOM). En West Campus hay 96 casas adosadas comprendidas en Pennyroyal, Marigold, Trillium y Foxglove Court. Para estudiantes de primer y segundo año hay dos residencias universitarias, Lincoln Residence Hall (LRH) y Founders Residence Hall (FRH). 

## Académica

### Títulos y certificados de la Universidad de Illinois
La Universidad de Illinois Springfield ofrece cursos y títulos en línea desde 1999. Actualmente, la UIS ofrece 56 títulos de licenciatura, 39 menores, 44 de maestría, 1 de doctorado, 37 certificados de posgrado y cursos que conducen a 6 aprobaciones de la ISBE. 

### Colegios
- Facultad de Administración y Negocios
- Facultad de Salud, Ciencia y Tecnología
- Facultad de Artes Liberales y Ciencias Sociales
- Facultad de Asuntos Públicos y Educación

## Vida de estudiante

### Periódico estudiantil
El UIS Observer es la publicación de noticias estudiantiles en línea. 

### Organizaciones

#### Fraternidades
- Phi Kappa Tau
- Delta Kappa Épsilon
- Alfa Phi Alfa
- Phi Beta Sigma
- Sigma Lambda Beta

#### Hermandades de mujeres
- Alfa Kappa Alfa
- Delta Sigma Theta
- Gama Phi Omega
- Sigma Sigma Sigma
- Zeta Phi Beta

### Transporte
Se puede acceder al campus principal de UIS a través del distrito de tránsito masivo de Sangamon . Las rutas 11, 15 y 905 brindan servicio de autobús desde el campus hasta Lincoln Land Community College y hasta el centro de Springfield. 

## Atletismo

Logotipo oficial de atletismo.

Los equipos atléticos de Illinois-Springfield (UIS) se llaman Prairie Stars. La universidad es miembro del nivel de la División II de la Asociación Nacional de Atletismo Colegiado (NCAA), y compite principalmente en la Conferencia del Valle de los Grandes Lagos (GLVC) desde el año académico 2009-10, en el que se convirtió en miembro de pleno derecho de la División II. 1 de agosto de 2010. Las Prairie Stars compitieron anteriormente en la Conferencia Estadounidense del Medio Oeste (AMC) de la Asociación Nacional de Atletismo Intercolegial (NAIA) de 2003–04 a 2008–09.
La UIS compite en 15 deportes universitarios interuniversitarios: los deportes masculinos incluyen béisbol, baloncesto, campo a través, golf, fútbol, tenis y atletismo (interior y exterior); mientras que los deportes femeninos incluyen baloncesto, campo a través, golf, fútbol, sóftbol, tenis, atletismo (interior y exterior) y voleibol.

## Alumnos y profesores notables

### Antiguos alumnos
- Cheri Bustos - ex representante de los Estados Unidos, distrito 17 de Illinois (MA Public Affairs Reporting) [8]
- Mike Cernovich - personalidad de las redes sociales de extrema derecha y presentador de The Alex Jones Show en InfoWars (2001 BA Philosophy) [9]
- Ward Churchill - ex profesor de la Universidad de Colorado, crítico social, activista (1974 Licenciatura en Comunicaciones, 1975 Maestría en Comunicaciones) [10]
- Vince Demuzio - senador del estado de Illinois, 1975–2004 (1981 Licenciatura en Educación y Servicios Humanos; 1996 Maestría en Educación y Políticas Públicas) [11]
- Karen A. Hasara - exalcaldesa de Springfield, Illinois, senadora del estado de Illinois, (1972 Licenciatura en Psicología, 1992 Maestría en Estudios Jurídicos) [12]
- Gordon S. Heddell - ex inspector general del Departamento de Defensa de los Estados Unidos (Maestría en Estudios Legales en 1975) [10]
- Jim Langfelder - ex alcalde de Springfield, Illinois
- Al Lewis - Columnista, Dow Jones Newswires [13]
- Kimberly Lightford - miembro actual del Senado del estado de Illinois
- Robert "Bobby" McFerrin Jr. - intérprete vocal y director (asistió de 1975 a 1976, no completó su título)
- Mil J. Nieuwsma - autor, cineasta y productor ganador de un Emmy (1978 MA) [14]
- Richard Oruche - escolta de la selección nacional de baloncesto de Nigeria (2010 Licenciatura en Administración de Empresas)
- Richard Osborne - exdirector ejecutivo de Scotsman Industries
- Dana Perino - secretaria de Prensa de la Casa Blanca durante la administración de George W. Bush (Maestría en Informes de Asuntos Públicos de 1995) [15]
- Elgie Sims - miembro actual de Senado de Illinois
- Russell Smith - productor de cine
- Thom Serafin - consultor de comunicaciones

### Facultad
- Michael Burlingame, historiador
- John Knoepfle, poeta y traductor
- Phillip S. Paludan, historiador
- Paul Simon, politólogo